# 原水林鄉美軍營養工作站
23°34′29″N 120°14′50″E / 23.574721°N 120.247217°E
原水林鄉美軍營養工作站，位於臺灣雲林縣水林鄉水燦林國小內，原是1968年到1975年間，美國在臺灣進行人造牛乳的實驗地點，今為圖書室，列雲林縣歷史建築。

## 歷史

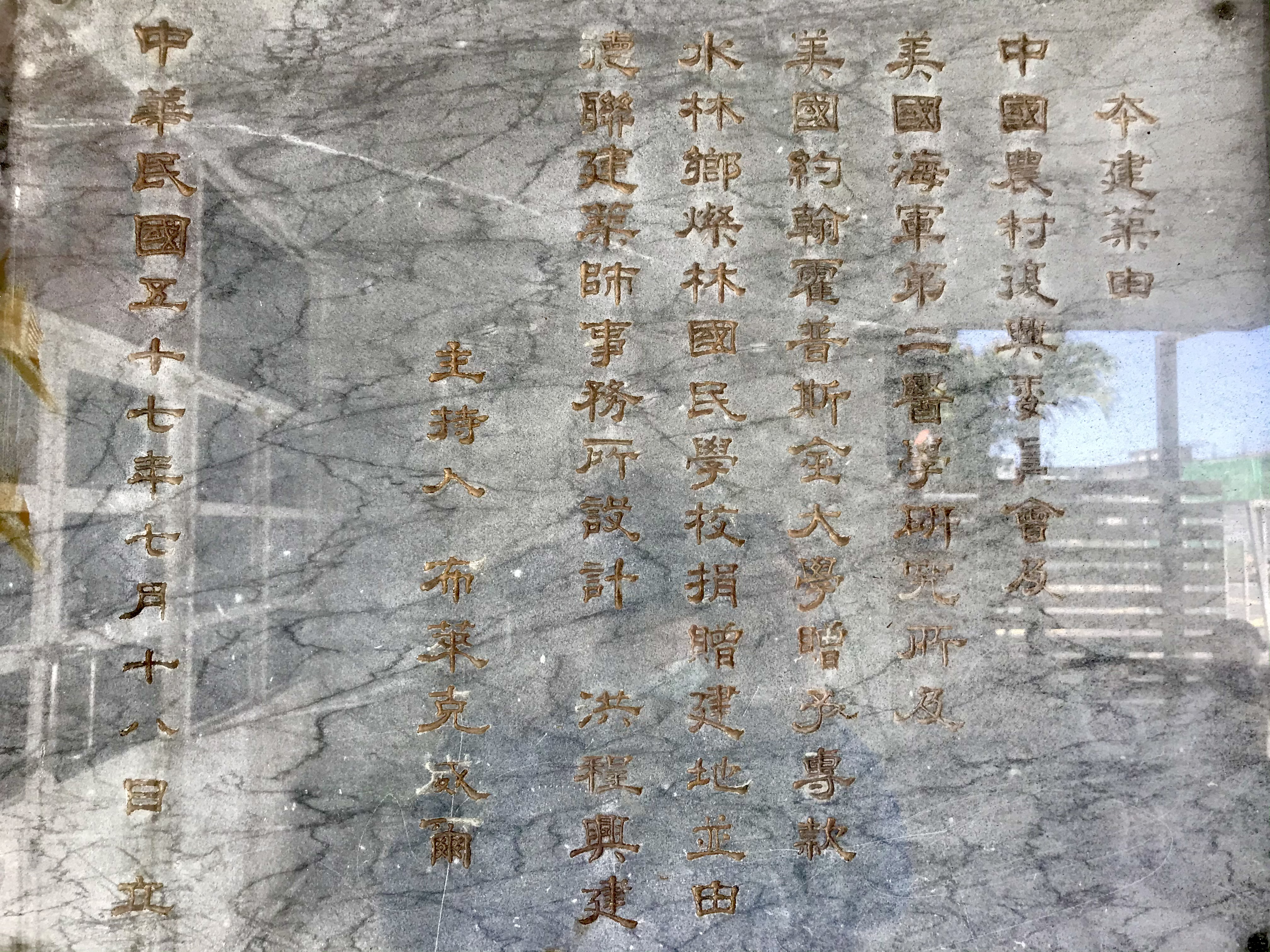
奠基石

燦林國小校長黃東益表示，1968年底到1975年，中國農村復興聯合委員會與美國海軍第二醫學研究所、約翰霍普金斯大學合作，在水林鄉進行人工牛乳的人體試驗，由布萊克威爾主持。實驗室外覆白色馬賽克磁磚的兩層樓磚造建築，因此當地人稱為「美國小白宮」。一樓為育嬰室、營養品倉庫、隔離檢驗室；二樓作為辦公室、餐廳、智力與行為發展研究室。
據當時擔任食物調查及駐村護士的薛桂草回憶，她們在各村尋找懷孕婦女參予這計畫，因早年台灣物資匱乏，許多婦女得知有免費牛乳可喝，便樂意參與。實驗是從水林鄉十四個村莊徵選出兩百四十五位年齡在二十二至二十八歲之間、懷孕四個月以上已有一子或一女的婦女，其中一組長期每日供給含廿克的牛乳蛋白及四百克巧克力狀的液體食物，另一組也供給同樣的食物卻不含蛋白質。當時擔任教師的黃東益表示，懷孕婦女參加實驗每天上午、下午各喝一瓶人工牛乳，研究對孕婦與胎兒的影響。擔任初級助理護士的陳麗雲回想，嬰兒有三班人員二十四小時照顧，由她們護士蒐集十五個月、二十一個月兩年齡嬰兒的大小便，再交由化驗單位分析。1975年，國防醫學院社會醫學研究所的趙秀雄和戚以徵發表報告。
中華民國與美國斷交後，此實驗室遂歸燦林國小所有，初期作餐廳，2002年整修後成為圖書室。
黃東益表示此實驗據說因此造成不少婦女流產，甚至生出不健全的孩子，這是因當年台灣物資貧乏，民眾知識水平不高，才會有許多人願意參加，成為時代悲劇下產物。鄉公所於2014年4月2日邀七名曾參與這計畫鄉民還原當時情況時，鄉公所主祕李明岳說明此人工牛乳實驗評價兩極，部分人認為把鄉民當成白老鼠，但也有造福許多貧困家庭，不論功過，鄉公所都詳加記錄。2020年1月15日，雲林縣政府將此實驗室列冊追蹤提報為歷史建物。
出身水林鄉的導演李建成從父親口中得知此段歷史後，便拍攝成紀錄片《再會啦白宮》，在2021年陸續獲得紐約電影攝影獎的最佳紀錄片、義大利維蘇威國際電影節的最佳紀錄片、坎城世界影展的紀錄片最佳導演獎、2021新加坡世界電影嘉年華的紀錄片最佳成就獎。該年末12月25日，在水燦林國小舉行公益放映，當年工作人員前來觀看。

## 備註
1. ↑  2011年，燦林國小與水林國小合併，恢復成創校時的名稱「水燦林」[參 6]。

## 外部連結
- 《再會啦 白宮》的Facebook專頁